# 珍珠链战略
珍珠链战略是一项由印度政治界提出的概念，描述了对中国在印度洋施加影响力的意图的猜想。它指的是从中国大陆到非洲之角上苏丹港之间，中国的民用和军用设施，以及这些设施与中国重要航道的关系。中国的重要航道经过了几个“瓶颈”，包括曼德海峡、马六甲海峡、霍爾木茲海峽和龙目海峡，以及沿岸的巴基斯坦、斯里兰卡、孟加拉国、马尔代夫和索马里等国家。
大量印度的评论家认为，珍珠链战略和中巴經濟走廊，会威胁到印度的国家安全。这个战略会形成一个体系，威胁到印度的力量投射、贸易，甚至是领土完整。另外，中国与巴基斯坦——印度的“世仇”——的紧密关系，以及中国在瓜达尔港的发展，加上中国海军在瓜达尔港设立海军基地的可能，都被印度视作眼中钉。在东面，皎漂深水港也同样引起了印度的担心。
这个词第一次出现是博思艾伦汉密尔顿控股公司在2005年的内部报告《亚洲的能源未来》（Energy Futures in Asia）。这个词也经常在印度的地缘政治和外交政策文件中使用，以强调印度对一带一路在南亚施行的担忧。根据欧洲安全保障研究所的说法，美日印澳形成的“四边安全对话”正是对中国在印太地区积极外交政策的直接反制。
“珍珠链战略”的出现，说明了中国正有计划地增加对机场、港口的控制，扩充、升级军队，以及与贸易伙伴增强关系，来施加日益增长的地缘政治影响力。中国政府一直表示，中国海军坚持和平发展的路线，只负责保护区域内的贸易利益。中国领导人，例如胡锦涛和习近平都声称，中国不会在国际关系中寻求霸权。2013年，《经济学人》发表分析，认为中国的举动本质上只与贸易有关。有分析认为，中国的举动将造成与印度之间的安全困境，但是也有分析认为，中国的战略存在脆弱之处。

## 起源
进口的能源是中国高速发展的重要因素，而且只会在将来变得更加重要。然而，从中国大陆到中东和非洲的航线却经常出现冲突，威胁中国的能源安全。
作为全球最大的石油消耗国和石油进口国，中国从海湾地区和非洲进口的石油占总进口量的70%。为保障未来的需求，中国签署了一些长期协议，以发展伊朗的油田，以及建造苏丹的管道、精炼厂和港口。
可以预见，从既有的产油地区运输石油将继续作为能源进口的主要模式。保障中亚能源管道的安全，由于不完善的设施、不稳定的政治环境、后勤问题，以及腐败问题，而难以为继。
能源安全也是中国打击海盗行动的关键任务。在索马里海岸的持续巡逻，以及2010年开始的多国联合巡逻，都展示了中国保护附近航线的决心。

## 设施与联系

### 南海
多条中东到中国的重要航线都经过南海，因此南海成为了一个关键地区，有时也会成为冲突的焦点。自1991年美军关闭苏比克湾基地后，中国中央政府对南海的控制大大增强。即使与周边国家多次发生摩擦，中国依然在最近的20年里激进地宣扬自己的领海主张。这一区域的主要利益向来是丰富的渔业和矿产资源。

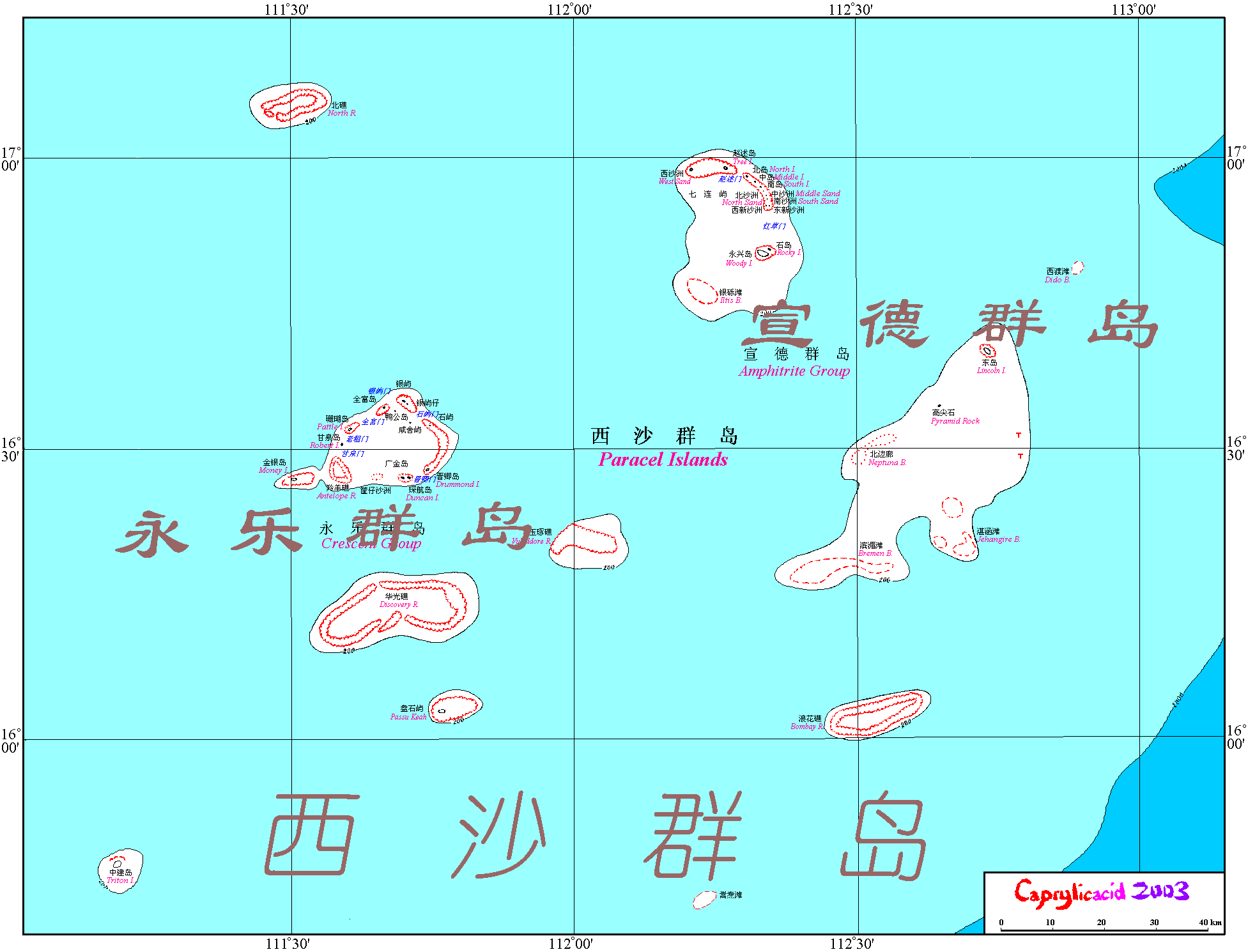
西沙群岛

中国在海南省的基地被视为“第一颗珍珠”。作为西沙群岛中最大的岛屿，永兴岛上有一座改造过的机场，因此也被认为是“珍珠链”的一环。三沙市，这个坐落于永兴岛上的地级市，保持了该区域一个师的兵力，虽然不算强大，但是能长期存在，以保证中国对南沙群岛的主张。在克拉地峡，中国的企业提出了一个200亿美元的计划，希望能开挖克拉運河，使船只能绕过马六甲海峡；因此，印度开始担忧中国会用这条中资控制的运河连接中国在南海和印度洋的设施。

### 南亚

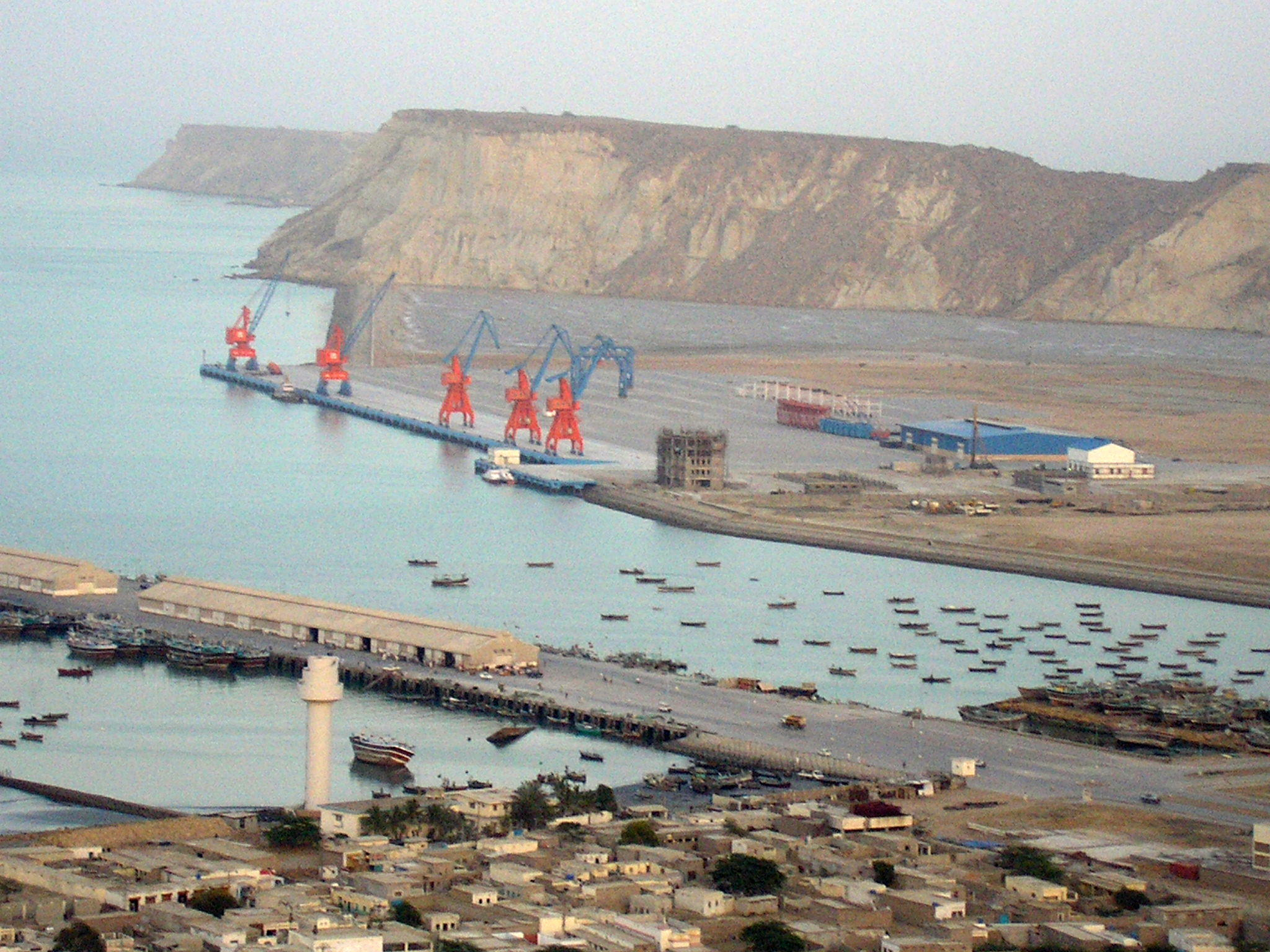
瓜达尔港

作为中巴经济走廊的一部分，瓜达尔港对于中国和巴基斯坦带来了一系列关键利益。对于巴基斯坦来说，瓜达尔港能避免卡拉奇港被印度封锁的危险。对于中国来说，这个港口离霍爾木茲海峽只有不到400公里，战略上是一个重要的立足点。中国政府开发瓜达尔港的主要原因，就是增强在中亚的军事存在。2013年，中国海外港口控股（中国港控）获得了港口的运营权，中国在瓜达尔港的影响进一步增强。
类似瓜达尔港的计划也在缅甸和孟加拉国推进。即使吉大港对中国有着潜在的军事利益，孟加拉国政府一直坚称，吉大港只有商业用途，不会考虑军舰的停泊。加上孟加拉国与印度紧密的经济联系，例如印度增加在孟加拉国基础设施投资的协议，吉大港的军事作用实际上被夸大了。
中国在印度洋投资港口和基地，很大程度上是为了确保对中国海军的后勤，使海军能顺利在非洲之角执行护航任务。在这一方面，中国海军的战略是符合其他国家的利益的。

### 其他地区
中国在坦桑尼亚的巴加莫约港投资了100亿美元，预计将在2017年完成，完成时将使港口每年处理2000万个集装箱。
2015年，中国和吉布提开始协商在吉布提设立基地的问题。2017年7月11日，中国人民解放军驻吉布提保障基地成立。

## 反应

### 中国
中国从不承认此战略的存在。中国只认为前述的行动是海上丝绸之路的一部分。
中国南海研究院助理研究员贺先青：中缅经济走廊是一带一路倡议的一部分，也是孟中印缅经济走廊的一部分，目的是进一步确保中国的进出口贸易，以及提高中国西南地区与外界的交流，绝非印度声称的“珍珠链”战略。《解放軍報》谈吉布提基地成立：“不论发展到什么程度，中国永远不争霸不称霸，永远不搞军事扩张和军备竞赛。”《环球时报》谈吉布提基地成立：“这个基地能够支持中国海军走得更远，因而意义重大。”“中国发展军力的根本宗旨是保障'中国的安全'，而不是谋求指挥世界。”
尹卓少将在2015年时提到，美国方面提出“珍珠链”，是为了挑拨中印关系，拉拢印度，以及遏制中国在印度洋的影响力。

### 印度
2011年，印度中央政府宣布，将投资缅甸实兑的港口，预计在2013年6月完工，而连接港口和印度的高速预计在2014年完工。印度在实兑港的行动，被视为印度对中国在东南亚扩大影响力的反击。
印度一些反恐和打击海盗行动会与美军合作。印度军队通常只会维护共同的利益，但是伊斯蘭恐怖主義在南亚的发展使美印之间的合作更加紧密。一些美军将领和分析师认为，这给抗衡中国的地区影响力提供了机会。美国传统基金会中国问题专家成斌（Dean Cheng）一直建议美国继续与印度合作，以反击中国的影响力。

### 美国
虽然美國海軍有着无与伦比的力量投射能力，还是南亚和东南亚主要的海军力量，但是中国提出的“新安全观”将挑战美国在亚洲的影响力。美国的一些官员认为，中国在南海的主张会挑战美国作为“地区稳定的维护者”的地位。
在奥巴马的总统任期内，美国提出了“亚洲支点”战略，意即通过加强在东亚和东南亚区域伙伴的经济和外交关系，限制中国的影响力。这一战略的核心是多边主义，后来在东南亚国家联盟和跨太平洋夥伴全面進展協定中进一步得到体现。美国还提出了强化地区军事存在的方案，例如2006年印美联合军演。

### 日本
中国与日本在领土上的主要争议点在于釣魚臺列嶼和琉球群岛。这两个群岛都靠近中国东部的海岸线，大部分中国的船只，包括军用和民用的，都会通过这两片区域进入太平洋。不仅如此，这两片群岛靠近台湾，能为解放军对台湾使用武力、阻止美军介入提供便利。
2011年6月21日，在美国—日本安全咨询委员会上，美日两国发表了一份联合声明，表示将保证美国在台湾海峡的威慑，以及加强与东盟、澳大利亚和印度的安全联系。日本首相安倍晋三认为，中国的外交政策令人不安，将促使美日印澳四国形成“自由之弧”（arc of freedom）。这一计划因为2008年日本和印度安全合作协议而更进一步，将使两国在海上安全合作和外交合作上更加紧密。

### 澳大利亚
为抗衡中国的影响力，配合美国提出的“亚洲支点”战略，澳大利亚在2011年底批准了美军在达尔文驻扎。

### 其他
Ashley S. Townshend在2011发表的论文中认为，未发现中国军队介入这些港口或设施中。南亚的港口，加上与中国连接的通道将提高中国能源供应的稳定。南亚的其他国家在中国、美国、印度之间“摇摆”更符合自身利益，而解放军的基地无法满足这一点。解放军无法从印度洋的基地中受益。中国有动机在印度洋增加军事存在。

## 外部連結
- China's ‘String of Pearls’ in the Indian Ocean and Its Security Implications （页面存档备份，存于）
- Is China’s String of Pearls Real? （页面存档备份，存于）
- China’s string of fake pearls The Maritime Silk Road Vs. The String of Pearls （页面存档备份，存于）
- The Maritime Silk Road Vs. The String of Pearls （页面存档备份，存于）
- 日媒：“海上丝绸之路”是中国正名之举 （页面存档备份，存于）
- “珍珠链战略”和“海上丝绸之路” （页面存档备份，存于）
- "South Sudan to Get Aid From China; No Oil Deal" 的存檔，存档日期4 November 2015. The New York Times, Beijing, 25 April 2012. Retrieved on 4 May 2013.
- 美刊:别让中国珍珠链战略实现 （页面存档备份，存于）
- Here Is All You Should Know About 'String Of Pearls', China's Policy To Encircle India （页面存档备份，存于）
- String of Pearls – The world is worried about China’s Military ambitions （页面存档备份，存于）